# Плакун дніпровський
Плакун дніпровський, мідендорфія дніпровська як Middendorfia borysthenica (Lythrum borysthenicum) — вид трав'янистих рослин родини плакунові (Lythraceae), поширений на заході Північної Африки, у Європі й на заході Азії.

## Опис
Однорічна рослина 5–25 см. Рослина коротко щетинисто-волосиста, світло-зелена. Листки видовжено-оберненояйцеподібні, до 1.4(1.8) мм довжиною, з клиноподібною основою. Чашечка трубчасто-дзвонова, коротенька і широка, з 6 широко-трикутними зубчиками і 6 шилоподібними, назовні відігнутими придатками. Пелюстки недорозвинені або не в повному числі, червоні, стовпчик в 2–4 рази коротше зав'язі. Коробочка розкривається на верхівці 4 зубцями (двома 2-зубчастими стулками). 

## Поширення
Поширений на заході Північної Африки, у Європі й на заході Азії.
В Україні вид зростає на заливних луках і сирих відкритих місцях у долинах річок, особливо часто на піщаному ґрунті — в долині Дніпра (від поліських до південно-степових районів), досить звичайний.